# Ocupação alemã da Crimeia durante a Segunda Guerra Mundial
```
   |-
       |
Erro:
:  
valor não especificado para "
nome_comum
"

   |-
       | 
Erro:
:  
valor não especificado para "
continente
"
```

Durante a Segunda Guerra Mundial, a Península da Crimeia foi sujeita à administração militar pela Alemanha Nazista após o sucesso da Campanha da Crimeia. Oficialmente parte do Generalbezirk Krym-Taurien, uma divisão administrativa do Reichskommissariat Ukraine, a Crimeia propriamente dita nunca se tornou parte do Generalbezirk e, em vez disso, estava subordinada a uma administração militar. Esta administração foi chefiada primeiro por Erich von Manstein na qualidade de comandante do 11º Exército e depois por Paul Ludwig Ewald von Kleist como comandante do Grupo de Exércitos A.
Os interesses alemães na Crimeia eram multifacetados e uma questão de grande sensibilidade devido às Relações entre Alemanha e Turquia, com a Turquia servindo como o principal defensor dos direitos dos Tártaros da Crimeia. Baseando os seus interesses na Crimeia na existência histórica dos Godos da Crimeia (os últimos povos góticos sobreviventes), as autoridades alemãs procuraram transformar a Crimeia num destino turístico, incluindo a deportação e o genocídio dos habitantes não-alemães da Crimeia. Atormentados pela resistência soviética desde o início da ocupação, não conseguiram estabelecer a ordem que permitisse a colonização e perderam ainda mais apoio devido ao ritmo lento dos programas de reforma agrária e à falta de resposta ao sentimento nacionalista tártaro da Crimeia.
Uma questão de importância estratégica e ideológica significativa, a ocupação da Crimeia pela Alemanha continuou a ser uma questão de debate acalorado entre a Wehrmacht, o Gabinete de Negócios Estrangeiros do NSDAP e o Ministério do Reich para os Territórios Orientais Ocupados. Foi proposto de várias maneiras que fosse anexado ao Reichskommissariat Ucrânia, tornado parte da Alemanha propriamente dita ou transformado em um estado independente sob a suserania alemã. A colaboração de alguns tártaros da Crimeia durante a ocupação alemã serviu de base para a Deportação dos tártaros da Crimeia em 1944, apesar da participação ativa dos tártaros da Crimeia no esforço de guerra e do desejo de certos setores do governo alemão de deportar os próprios tártaros.

## História

### Tártaros da Crimeia contra o governo soviético
Antes da Operação Barbarossa, a Crimeia funcionava como uma República Socialista Soviética Autônoma da União Soviética. Embora os tártaros da Crimeia, um grupo étnico turco e religiosamente muçulmano, fossem o povo de mesmo nome e uma parcela significativa da população, existiam tensões entre eles e os eslavos étnicos (principalmente russos). Estas tensões foram agravadas pela oposição do governo soviético às expressões dos desejos nacionais tártaros da Crimeia, como uma proposta apoiada pelo governo para a autonomia judaica na Crimeia no início da década de 1920, a prisão e execução do líder comunista nacional Veli İbraimov em 1928, e os assassinatos em massa dos líderes tártaros da Crimeia durante o Grande Expurgo no final da década de 1930. Estas tensões foram utilizadas pelas forças ocupacionais alemãs como um método para criar uma barreira entre os tártaros da Crimeia e outros grupos étnicos, incluindo os judeus.

### Povos germânicos da Crimeia
Além dos conflitos locais que precederam a ocupação da Crimeia pela Alemanha, a região historicamente abrigou uma população alemã significativa. Os godos da Crimeia, as últimas tribos góticas vivas, sobreviveram na Crimeia até pelo menos c. 1780  e possivelmente ainda existiam na época da guerra, embora se misturassem com os tártaros da Crimeia, assim como outros grupos étnicos. De acordo com os nazistas, esses godos existiram por tempo suficiente para se misturarem com os alemães da Crimeia, colonos que começaram a chegar como parte do Ostsiedlung do final do século XVIII com o apoio da czar Catarina, a Grande. Mais tarde, os menonitas começaram a chegar da Rússia e da Ucrânia propriamente dita.
Na época da Revolução Russa, os alemães da Crimeia constituíam a elite local, compreendendo 20% do conselho municipal de Simferopol. Os colonos alemães foram autorizados a organizar o autogoverno local e estavam livres do pagamento de impostos. O alemão foi uma das línguas oficiais do Governo Regional da Crimeia, que foi estabelecido com o apoio das forças alemãs durante a Primeira Guerra Mundial Após a tomada da Crimeia pelo Exército Vermelho, dois raions alemães foram estabelecidos dentro da ASSR da Crimeia; Raion de Oktyabrsky e Raion de Telman. Apesar disso, no entanto, após o início da Operação Barbarossa, mais de 60.000 alemães étnicos foram deportados da Crimeia para a Sibéria.

### Relações entre Alemanha e Turquia
Os assuntos envolvendo a Crimeia foram um ponto focal das relações germano-turcas durante a Segunda Guerra Mundial. Os interesses turcos na Crimeia, que remontam aos primeiros dias do Império Otomano, envolviam principalmente a proteção dos tártaros da Crimeia. Após a dissolução da República Popular da Crimeia pelas mãos do Exército Vermelho, a Turquia tornou-se uma base para muitos nacionalistas tártaros da Crimeia, entre eles Cafer Seydamet Qırımer, o primeiro-ministro da República Popular da Crimeia. Embora os interesses turcos também se preocupassem com áreas adicionais da União Soviética habitadas por povos turcos, a Crimeia detinha o maior interesse público e governamental turco de todas as regiões.

## Linha do tempo

### 1941

Franz von Papen (mostrado aqui nos julgamentos de Nuremberg) foi fundamental para transmitir ao governo alemão o desejo da Turquia de proteger os tártaros da Crimeia

A Operação Barbarossa começou em 22 de junho de 1941, arrastando assim a União Soviética para a Segunda Guerra Mundial. Em 26 de setembro de 1941, as forças alemãs, apoiadas pelo Reino da Roménia, começaram a lutar pela Crimeia, dando início à campanha da Crimeia. Consecutivamente à entrada das tropas alemãs, estruturas das forças soviéticas para o desenvolvimento de um movimento partidário foram estabelecidas na cidade de Querche, no leste da Península de Querche. No inverno de 1941, as forças soviéticas desembarcaram na Península de Kerch sobre o Estreito de Querche, no que ficou conhecido como a Batalha da Península de Kerch.
Mesmo antes do início da ocupação alemã da Crimeia, a liderança alemã já tinha começado a planear a colonização da península. Numa directiva datada do início de Julho de 1941, Hitler apelou à expulsão imediata de todos os russos da península, sendo os ucranianos e os tártaros da Crimeia apenas removidos em caso de absoluta necessidade. Esta medida, que delineia explicitamente a protecção dos tártaros da Crimeia contra a deportação, demonstrou ao governo turco a vontade da Alemanha de proteger os seus interesses. A Turquia, não satisfeita com o nível de autonomia concedido, fez exigências contínuas (tanto subtis como abertas) através de Franz von Papen, embaixador da Alemanha na Turquia. Depois de muito lobby e da intervenção do general turco Hüseyin Hüsnü Emir Erkilet, dois seguidores de Seydamet Qırımer obtiveram vistos para entrar na Turquia. O processo de concessão de vistos, realizado durante um período em que os alemães pretendiam limpar etnicamente os tártaros da Crimeia num futuro próximo, foi deliberado, e os tártaros da Crimeia não receberam pedidos para inspecionar os campos de prisioneiros de guerra da Crimeia. No entanto, após a visita, Rosenberg observou que seria necessário garantir que os prisioneiros de guerra tártaros da Crimeia fossem tratados humanamente por respeito à Turquia.
O primeiro comandante das forças ocupacionais alemãs na Crimeia foi Erich von Manstein. Manstein declarou ao assumir o comando que “o sistema judaico-bolchevique deve ser eliminado de uma vez por todas”. Com isto começou o recrutamento de tártaros da Crimeia para servirem como destacamentos voluntários antipartidários sob a égide do Sicherheitsdienst. Outro elemento de colaboração foram os "Comités Muçulmanos" a nível local, estabelecidos como um compromisso entre as vozes pró-turcas e a Wehrmacht, que viam os tártaros da Crimeia como insignificantes em comparação com a maioria eslava da Crimeia.

### 1942

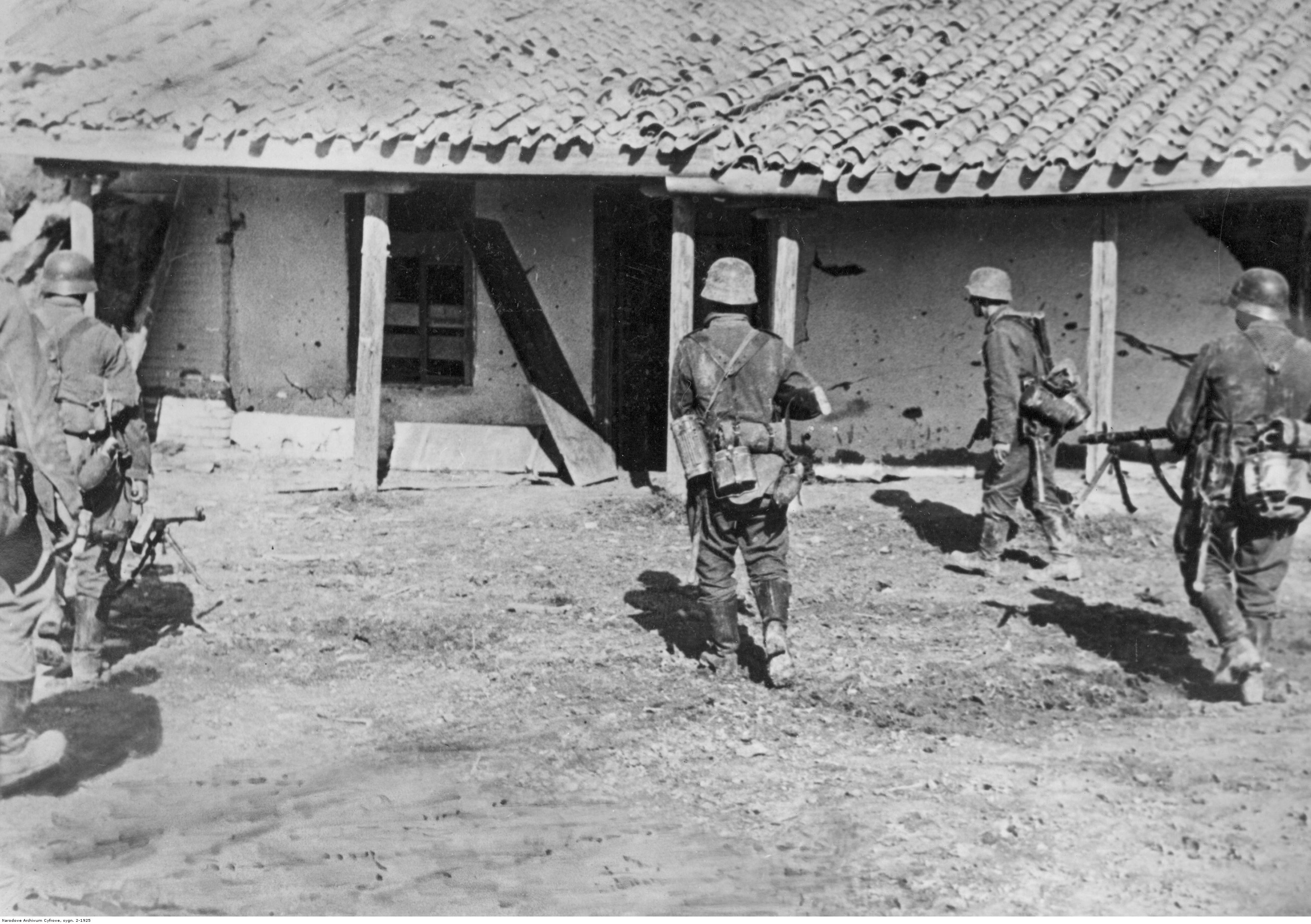
Soldados alemães na Crimeia, 1941

O fim da campanha da Crimeia trouxe pouca estabilidade ao regime ocupacional da Alemanha, com o movimento partidário apenas a prosseguir as suas actividades. As bases para a colonização da Crimeia por colonos alemães começaram a ser lançadas no início de 1942, embora ainda não se saiba exatamente quando. No mesmo ano, também começaram a sério os preparativos para o genocídio dos povos da Crimeia. Em 6 de julho de 1942, apesar dos protestos anteriores contra a liquidação da população russa da Crimeia (por razões económicas), funcionários da Wehrmacht participaram numa conferência com membros da Schutzstaffel sobre campos de reassentamento, o genocídio dos "untermenschen" e o estabelecimento de instalações de transporte. para povos deportados.
Apesar do apoio do Oberkommando der Wehrmacht a estes planos, oficiais individuais ainda os contestavam, juntamente com os planos de reassentamento, como inúteis para o esforço de guerra. O general Georg Thomas protestou junto a Hermann Göring e ao marechal de campo Wilhelm Keitel, observando que Alfred Frauenfeld, comissário geral da Crimeia, também se opôs à deportação durante a guerra. Três semanas depois, foi-lhe dito que os planos de colonização e deportação tinham sido suspensos até ao fim da guerra.
No final de 1942, Manstein foi substituído por Paul Ludwig Ewald von Kleist como comandante das forças alemãs na Crimeia. Juntamente com a sua posição como comandante das forças na Crimeia, Kleist esteve envolvido na Batalha do Cáucaso, e as suas atitudes para com os povos do Cáucaso do Norte serviram de base para atividades posteriores que conduziu em relação aos tártaros da Crimeia.
Outro desenvolvimento digno de nota em 1942 foi o estabelecimento do Comitê Muçulmano de Simferopol, que serviu como autoridade organizacional central para os Comitês Muçulmanos da Crimeia. Esses comitês estabeleceram no final de 1942 um plenário com a intenção de representar todos os tártaros da Crimeia. Elegeram Amet Özenbaşlı como seu líder e concederam-lhe ampla permissão para negociar com os alemães em nome do povo tártaro da Crimeia. No entanto, a eleição de Özenbaşlı como representante dos Comitês Muçulmanos foi seguida apenas por mais hesitação por parte das autoridades alemãs ao lidar com os tártaros da Crimeia, levando Özenbaşlı a comentar em 1943: "Encontramo-nos entre Cila e Caríbdis." Tal sentimento foi generalizado entre os círculos nacionalistas, uma vez que a atitude pouco clara da Alemanha e os ganhos do Exército Vermelho levaram a um aumento dos sentimentos de consternação. Também afetando negativamente a relação germano-tártara foram as represálias antipartidárias contra as aldeias tártaras da Crimeia. Özenbaşlı fez um esforço malsucedido para reconstruir efetivamente o Milliy Firqa, o partido líder dos tártaros da Crimeia durante a Revolução Russa.

#### Táurida

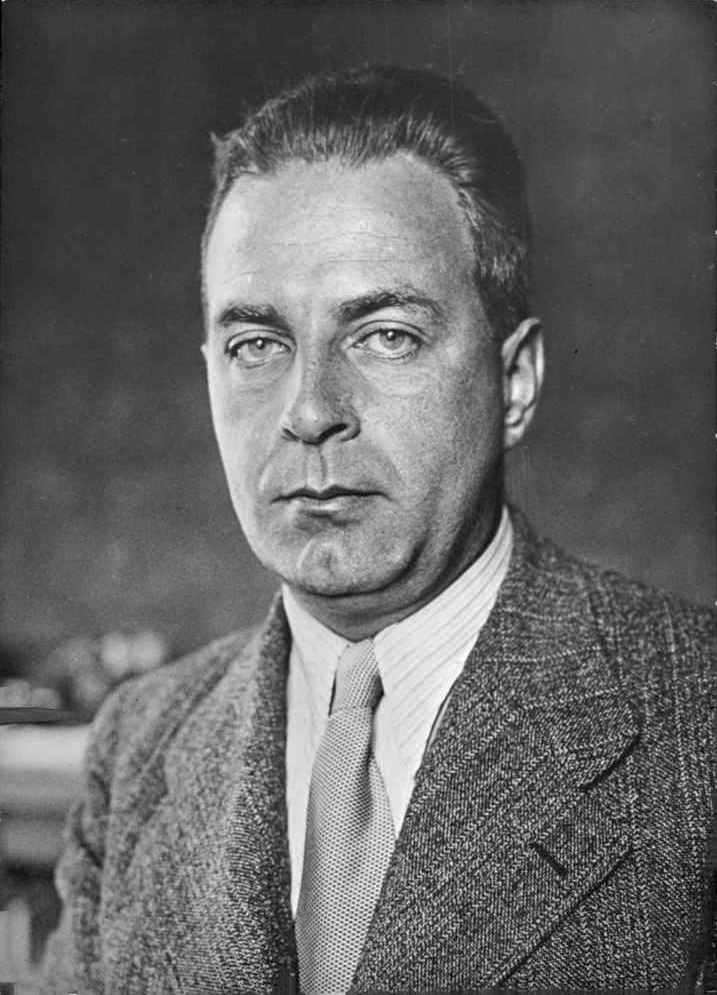
Alfred Frauenfeld, Comissário Geral da Crimeia, limitou-se a partes do sul da Ucrânia

Em 1 de setembro de 1942, a Wehrmacht liberou os cinco distritos do Generalbezirk Krym-Taurien, ao norte do Istmo de Perekop, para um governo civil que agia como parte do Reichskommissariat Ucrânia . Esta administração, com sede em Melitopol e chefiada pelo Comissário Geral de jure do Generalbezirk, Alfred Frauenfeld, foi simplesmente referida como "Taurida" (em alemão:  Taurien). Frauenfeld logo se viu envolvido em conflito com o Reichskommissar da Ucrânia, Erich Koch, que instituiu um bloqueio econômico com o apoio de Hitler e Himmler com a intenção de matar de fome a população tártara da Crimeia. Após a intervenção da Wehrmacht em nome de Frauenfeld, o bloqueio foi resolvido, mas as tensões entre Taurida e o Reichskommissariat como um todo permaneceram, com Koch pedindo a abolição do status autônomo de Taurida e Frauenfeld fazendo comentários negativos sobre o desempenho de Koch em correspondência com Rosenberg. Frauenfeld e Koch permaneceram inimigos até o fim da guerra, com Frauenfeld continuando a se promover como um líder melhor, mesmo depois que a Crimeia e Táurida foram retomadas pelas forças do Exército Vermelho.
O regime de Frauenfeld foi descrito como tendo "simpatia limitada" pelos tártaros da Crimeia pelo historiador americano Alexander Dallin, e era relativamente liberal no que diz respeito ao tratamento dispensado à população indígena em comparação com a política brutal de "marreta" de Koch em relação aos não-alemães. . Durante sua liderança, Frauenfeld, que tinha pouco ou nenhum controle sobre a Crimeia propriamente dita, dedicou-se ao estudo dos godos da Crimeia, criando um álbum de fotos e escrevendo um livro sobre a história da Crimeia. De acordo com as propostas de Frauenfeld, a Crimeia tornar-se-ia um centro turístico para toda a Europa do pós-guerra e uma nova capital seria construída nas montanhas da Crimeia.

### 1943 e 1944

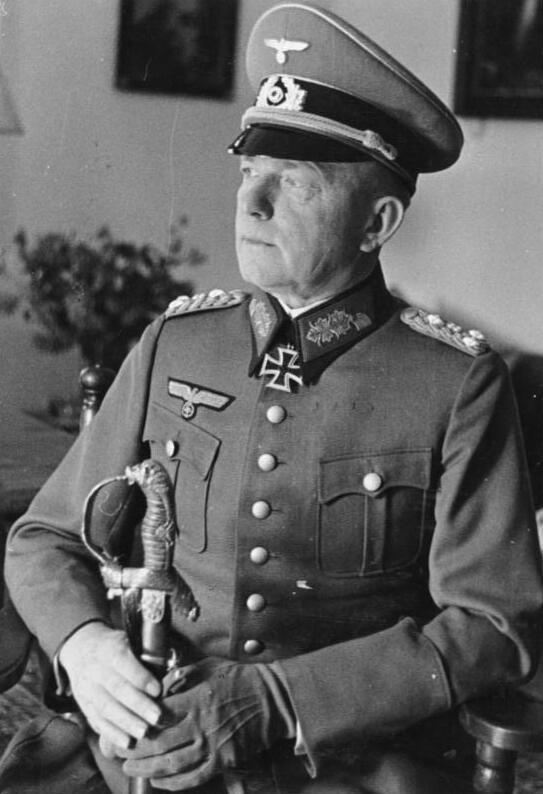
Ewald von Kleist, comandante das forças alemãs na Crimeia desde 1942, traçou planos para a governança da península pela Alemanha

Após uma retirada do Cáucaso, Kleist assumiu um papel mais activo no governo da Crimeia. Em fevereiro de 1943, emitiu uma série de 14 pontos, incluindo os seguintes:
- 1. Os habitantes dos territórios orientais ocupados na área do Grupo de Exércitos 'A' devem ser tratados como aliados. O tratamento como inferiores fortalece a vontade do inimigo de resistir e custa sangue alemão.
- 2. O abastecimento da população civil em alimentos, especialmente pão, e também em roupas, combustíveis e bens de consumo, deve ser melhorado dentro dos limites impostos pela guerra...
- 3. Os serviços sociais devem ser expandidos, por ex. abastecimento de hospitais com medicamentos e leite para mulheres e crianças.

- 6. Em princípio, 20 por cento de todos os bens de consumo produzidos serão distribuídos entre a população civil.
- 7. A reforma agrária deverá ser realizada com maior rapidez. Em 1943, pelo menos 50% dos coletivos serão transformados em comunas. Nos restantes colectivos, as parcelas individuais serão entregues aos camponeses como propriedade isenta de impostos. Em casos apropriados, fazendas individuais deverão ser estabelecidas...
- 8. Como regra... a cota de entrega de produtos agrícolas não deve exceder a dos bolcheviques...

- 12. O sistema escolar deve ser amplamente promovido.

- 14. A prática religiosa é gratuita e não deve ser impedida de forma alguma...

Este novo interesse na Crimeia encontrou forte resistência por parte das SS, que consideravam indesejável o envolvimento de Kleist em assuntos civis. Apesar desta resistência, porém, Kleist recusou-se a mudar de posição, comparando Hans-Joachim Riecke, um dos seus mais fortes detractores, a Koch. Quatro meses depois, Rosenberg visitou a Crimeia, conversando com soldados. Tanto Kleist quanto Rosenberg consideraram a viagem um fracasso, mas por razões opostas: Kleist por causa do que considerou uma retórica excessivamente negativa e Rosenberg porque percebeu que a Wehrmacht tinha uma abordagem decididamente mais russofílica em relação aos assuntos indígenas do que ele próprio.
Ao longo de 1943, as restantes pretensões de manter o controlo sobre a Crimeia foram abandonadas à medida que as forças do Exército Vermelho se aproximavam da área; O general Ernst August Köstring foi encarregado de inspecionar as forças militares turcas da Alemanha, transferindo as preocupações da ocupação para a manutenção da ordem. Frauenfeld evacuou Taurida, deixando a área novamente sob controle militar. Georg Leibbrandt, responsável pela "política de nacionalidade" da Alemanha, foi substituído por Gerhard von Mende, que também mudou o foco das ocupações alemãs. Em novembro de 1943, as tropas soviéticas retornaram ao Estreito de Kerch. Avançaram rapidamente através da península da Crimeia e, em maio de 1944, toda a Crimeia até o istmo de Perekop havia sido recapturada.

## Economia

### Reforma agrária
Com a captura da Crimeia pela Alemanha, os camponeses da Crimeia anteciparam a descoletivização e a devolução das terras, tal como noutras áreas da União Soviética sob controlo alemão. No entanto, o governo prosseguiu a reforma agrária a um ritmo relativamente lento, uma questão que angustiava os camponeses. De acordo com um esforço do Gabinete de Relações Exteriores do NSDAP para parecer gentil com a Turquia, Hans-Joachim Riecke (chefe nazista da agricultura na Europa Oriental) acelerou o ritmo da descoletivização, declarando que 40% das terras tártaras da Crimeia seriam devolvidas no primeiro ano da reforma agrária. Isto foi significativo em comparação com 10-12% das terras na Ucrânia, que deveriam ser descoletivizadas. No entanto, a medida carecia de força, uma vez que os esforços de reforma agrária não seguiram os padrões estabelecidos pelo governo alemão. No entanto, a reforma agrária foi utilizada por Frauenfeld como prova de uma maior gestão na Crimeia e em Táurida do que na própria Ucrânia, com especial atenção para o facto de a Crimeia ter uma produção por acre superior à da Ucrânia.

### Infraestrutura
Com a intenção da Alemanha de estabelecer a Crimeia como um destino turístico líder na Europa do pós-guerra, foram criados vários planos de infra-estruturas para facilitar o transporte de e para a Crimeia. Particularmente notada nos últimos anos foi a proposta de Hitler para criar uma ponte sobre o Estreito de Kerch. A proposta, que nunca foi muito além das fases de planeamento devido aos avanços soviéticos, não recebeu recursos suficientes para a sua conclusão, mas serviu de base para a Ponte ferroviária de Querche, uma construção do pós-guerra que existiu durante menos de um ano antes de ruir em Fevereiro de 1945. A Ponte da Crimeia, construída após a anexação da Crimeia pela Federação Russa, foi notada por algumas publicações, como o The Wall Street Journal, por ter um propósito semelhante ao da ponte proposta por Hitler.
Outro projecto destinado a melhorar as ligações da Crimeia com o resto do império alemão foi a expansão da Reichsautobahn para a Crimeia. A proposta, que nunca saiu da prancheta, teria, nas palavras de Hitler, feito com que fosse possível "percorrer toda a distância facilmente em dois dias".

## Religião

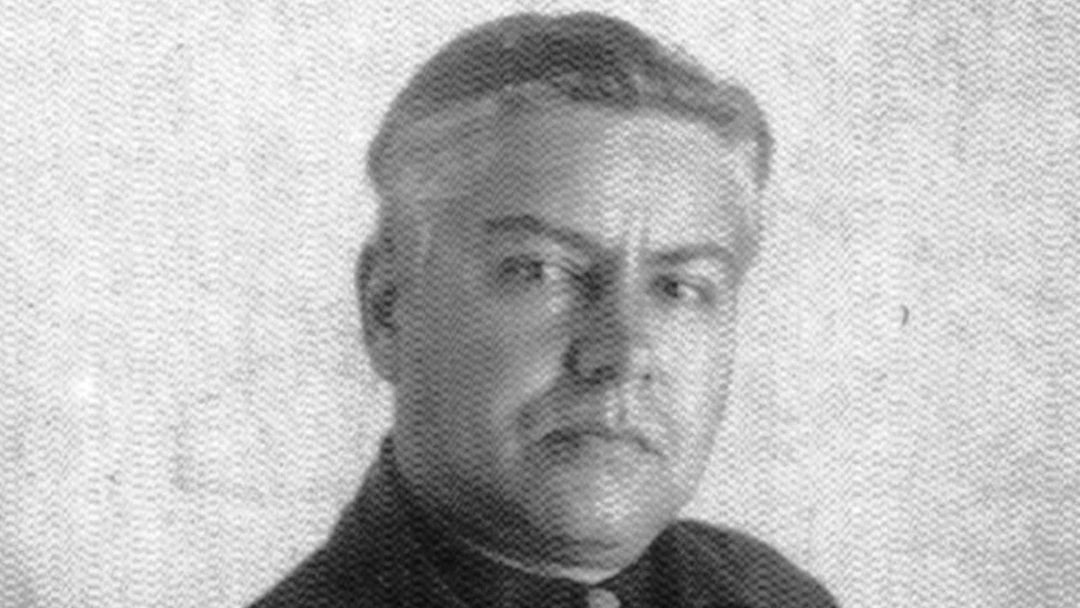
Amet Özenbaşlı, membro da República Popular da Crimeia, serviu como representante dos tártaros da Crimeia e seria declarado mufti dos tártaros da Crimeia em 1945.

O Islão foi considerado pelas autoridades alemãs como um método para o controlo eficaz da população tártara da Crimeia, bem como de outros povos muçulmanos em toda a União Soviética. Isto tornou-se particularmente notável a partir de Outubro de 1943, depois de as autoridades soviéticas terem estabelecido a Administração Espiritual dos Muçulmanos da Ásia Central e do Cazaquistão (SADUM). Como uma tentativa de neutralizar o estabelecimento do SADUM, as autoridades alemãs organizaram um congresso de muçulmanos da Crimeia, do Tartaristão, da Ásia Central e do Cáucaso, a ser supervisionado por Amin al-Husayni, Grande Mufti de Jerusalém. Com o apoio de Gottlob Berger das SS, Özenbaşlı seria declarado mufti da Crimeia. A Wehrmacht suspeitou imediatamente de Özenbaşlı, considerando o título como um meio para ele afirmar maior controle sobre a Crimeia, e protestou. Rosenberg, incapaz de combater os protestos da Wehrmacht, desistiu do projeto.
Após a recaptura da Crimeia pelas forças soviéticas, o governo alemão procurou novamente dar a Özenbaşlı o título de mufti e solicitou que ele viajasse a Berlim para ser oficialmente nomeado. Em vez disso, porém, Özenbaşlı fugiu para a Roménia na expectativa de que as tropas britânicas assumissem o controlo do país. No entanto, ele foi capturado pelas tropas soviéticas e repatriado para a União Soviética, onde morreu em 1958.

## Planos futuros
Os planos para o futuro pós-guerra da Crimeia permaneceram um tema de debate nos corredores do poder alemão até que foi finalmente recapturada pelas forças soviéticas. Sete planos diferentes foram feitos pelo principal teórico nazista Alfred Rosenberg, nenhum dos quais foi realmente adotado devido ao fracasso das forças alemãs em subjugar as forças partidárias ou em manter o controle militar da Crimeia. Além disso, para complicar as coisas estava a questão das relações germano-turcas e das preocupações turcas com os tártaros étnicos da Crimeia, que interferiram nas intenções da Alemanha de colonização total da Crimeia.

### Inclusão noReichskommissariat Ukraine
O primeiro plano de Rosenberg, intitulado simplesmente “Ucrânia com a Crimeia”, previa que a Crimeia fosse incluída no Reichskommissariat Ukraine. Contendo numerosas contradições e passando por diversas revisões, tornou-se, no entanto, o plano predominante, e a Crimeia foi incluída de jure no Reichskommissariat . Ao mesmo tempo, porém, seria diretamente subjugado ao controle alemão. A questão mais significativa deste plano, notada pelo próprio Rosenberg, foi a falta de ucranianos étnicos na Crimeia dominada pela Rússia.

### Colonização alemã
O Ministério do Reich para os Territórios Orientais Ocupados (Ostministerium), chefiado por Rosenberg, assumiu uma posição agressiva em relação ao destino da Crimeia no pós-guerra. De acordo com o Ostministerium, a Crimeia ficaria directamente sob o controlo da Alemanha nazi, em vez de ser administrada através de um Reichskommissariat . Uma parte consistente da mensagem alemã era que a Crimeia deveria ser completamente limpa de não-alemães, poupando apenas ocasionalmente os tártaros da Crimeia e os ucranianos. Em seu lugar estariam colonos alemães, para quem a Crimeia se tornaria um “spa”.
Exatamente de onde viriam os colonos permaneceu em debate. Originalmente era o Governatorato da Transnístria da Romênia, compreendendo terras anteriormente soviéticas que incluíam 140.000 alemães. Após o fim da campanha da Crimeia, porém, outro plano foi desenvolvido, pretendendo colonizar a península com alemães da região italiana do Tirol do Sul, a fim de resolver as tensões ítalo-alemãs. Este plano, proposto por Frauenfeld, encontrou apoio de Hitler, que disse sobre o plano: "Acho que a ideia é excelente. . . Penso também que a Crimeia será ideal tanto do ponto de vista climático como geográfico para os tiroleses do Sul e, em comparação com a sua actual povoação, será uma verdadeira terra de leite e mel. A sua transferência para a Crimeia não apresenta dificuldades físicas nem psicológicas. Tudo o que têm de fazer é navegar por apenas um canal alemão, o Danúbio, e lá estão eles." No entanto, com a actividade partidária e a guerra em curso a impedir o desenvolvimento de um governo civil estável, esta ideia também nunca se tornou realidade. A terceira e última proposta, defendida por Frauenfeld e Ulrich Greifelt, previa que os 2.000 alemães no Mandato Britânico da Palestina fossem reassentados na Crimeia. Esta ideia foi rejeitada por Himmler, que defendeu que ela fosse prosseguida na primavera de 1943 ou durante "outro momento favorável".

### Independência potencial
Contrariamente ao Ostministerium, o Gabinete de Negócios Estrangeiros do NSDAP defendeu uma posição relativamente moderada em relação à Crimeia, como parte da sua posição geralmente pró-turca, numa tentativa de atrair o apoio da Turquia. Werner Otto von Hentig, a principal voz do Ministério das Relações Exteriores em assuntos islâmicos ao lado de seu assistente Alimcan Idris, serviu como representante do Ministério das Relações Exteriores na Crimeia do outono de 1941 ao verão de 1942. Durante este tempo, ele formulou um plano para levar os muçulmanos a se levantarem contra o domínio soviético através de uma extensa campanha de propaganda envolvendo transmissões de rádio, panfletos e o uso de porta-vozes. Hentig acreditava que a campanha fomentaria a solidariedade com a guerra da Alemanha contra a União Soviética no mundo islâmico. Outra facção no Ministério das Relações Exteriores era liderada por Friedrich-Werner Graf von der Schulenburg, que defendia a independência da Crimeia, bem como a independência dos povos turcos no Cáucaso. O Ostministerium, que se opôs firmemente a estes planos, procurou com sucesso a remoção do Ministério das Relações Exteriores dos assuntos da Europa Oriental.
À medida que a maré da guerra mudava, o Ostministerium passou a apoiar a própria independência da Crimeia, como parte de um bloco maior liderado pela Geórgia contra a União Soviética. Este bloco georgiano proposto foi contestado por Hitler, que declarou:
"Não sei sobre esses georgianos. Eles não pertencem aos povos turcos... Considero apenas os muçulmanos confiáveis... Todos os outros considero não confiáveis. Por enquanto considero a formação desses batalhões de povos puramente caucasianos como muito arriscados, embora não veja nenhum perigo no estabelecimento de unidades puramente muçulmanas... Apesar de todas as declarações de Rosenberg e dos militares, também não confio nos armênios."

## Resistência
Antes mesmo de a Crimeia ser ocupada pelas forças alemãs, foram feitos esforços para estabelecer uma rede partidária na península. Começando em Kerch no início de outubro, as forças partidárias já existiam em toda a Crimeia em 23 de outubro de 1941. Apesar das questões organizacionais, a resistência da Crimeia conseguiu representar uma ameaça significativa às atividades alemãs na Crimeia e foi elogiada pelos generais soviéticos Aleksandr Vasilevsky e Panteleimon Ponomarenko como sendo uma parte vital do esforço de guerra.

## Consequências

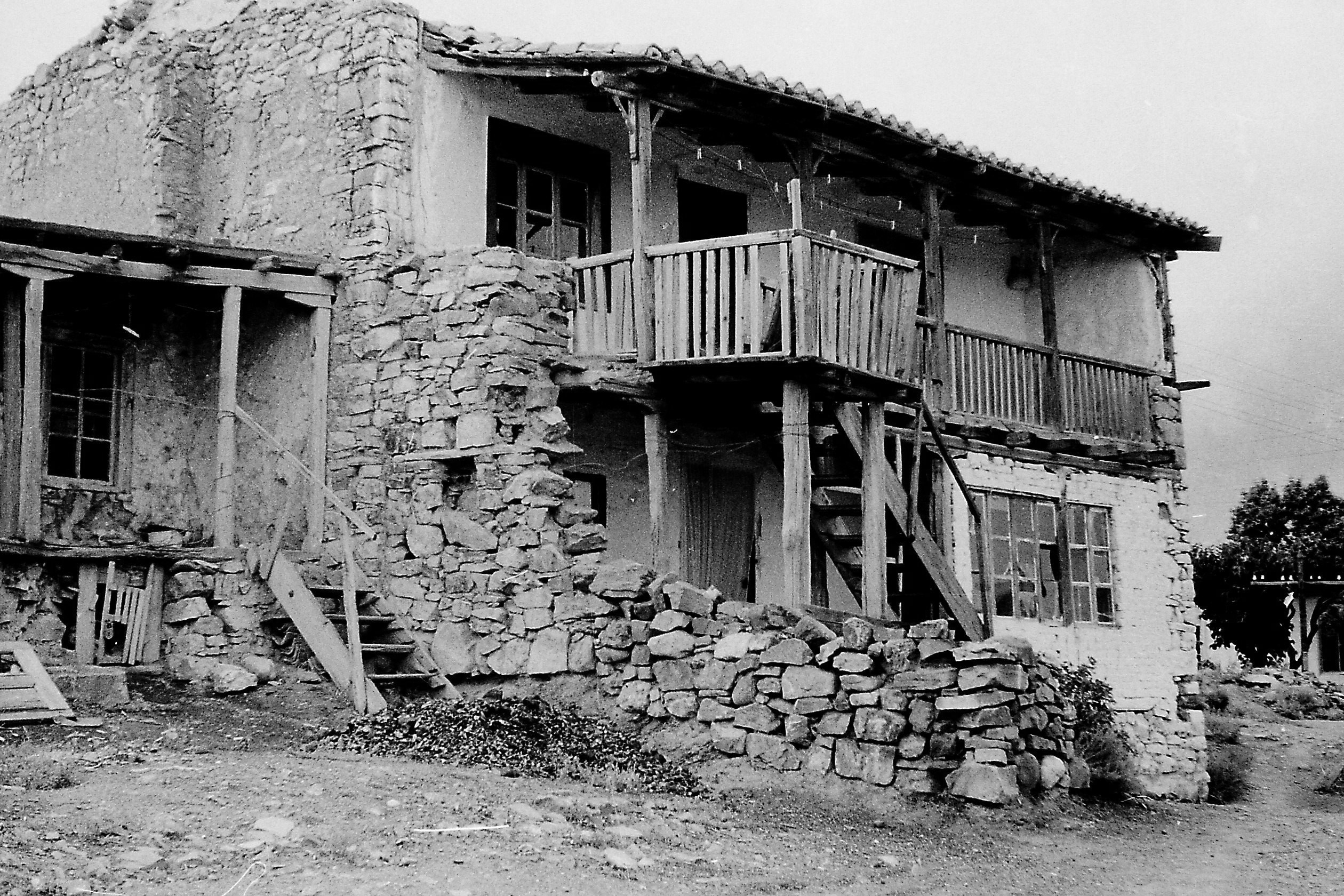
Uma casa abandonada na Crimeia depois que seus residentes foram expulsos na deportação dos tártaros da Crimeia no pós-guerra

A ocupação alemã da Crimeia teve um impacto imediato na Crimeia após a sua recaptura pelas forças soviéticas. Como parte de um processo geral de limpeza étnica de etnias que Stalin considerava não confiáveis, todos os tártaros da Crimeia foram deportados da península da Crimeia para a Ásia Central e a Sibéria (principalmente o Uzbequistão) de 18 a 20 de maio de 1944. As verdadeiras razões para a deportação permanecem debatidas, com alguns argumentando que foi para manter as minorias fora das regiões fronteiriças da União Soviética e outros afirmando que foi feita como uma forma de garantir o acesso ao estreito de Dardanelos na Turquia, através do Mar Negro da Crimeia, como um prelúdio para a crise do estreito turco de 1946-1953. Outros, ainda, consideram a deportação um acto de nacionalismo russo que remonta a muito antes do estabelecimento da União Soviética.
Após a guerra, a Crimeia foi devastada económica e agrícolamente como resultado de combates ferozes. Foi impactado pela fome soviética de 1946–1947, juntamente com a Moldávia, a Região Central da Terra Negra, e partes da Ucrânia.